# Spaltiïta
La spaltiïta és un mineral de la classe dels sulfurs.

## Característiques
La spaltiïta és un sulfur de fórmula química Tl₂Cu₂As₂S₅. Va ser aprovada com a espècie vàlida per l'Associació Mineralògica Internacional l'any 2014. Cristal·litza en el sistema monoclínic.
Les mostres que van servir per a determinar l'espècie, el que es coneix com a material tipus, es troben conservades a les col·leccions del Museu d'Història Natural de Basilea (Suïssa), amb el número de catàleg: s210, i al Museu d'Història Natural de Viena (Àustria), amb el número de catàleg: n9581.

## Formació i jaciments
Va ser descoberta a la pedrera Lengenbach, dins el Districte de Goms (Valais, Suïssa). Aquesta mina suïssa és l'únic indret de tot el planeta on ha estat descrita aquesta espècie mineral.